# ماسانوبو أوياجي
ماسانوبو أوياجي (باليابانية: 青柳 雅信) (1 سبتمبر 1985 في فوكوكا في اليابان – )؛ هو لاعب كرة قدم كان يلعب كمدافع.